# Feliciano di Strigonio
Feliciano (in ungherese Felicián) (... – 1139 circa) è stato un arcivescovo cattolico ungherese che ricoprì la carica di arcivescovo di Esztergom dal 1125 circa e fino alla sua morte, avvenuta nel 1139 o poco dopo.

## Biografia
Non si conosce alcuna informazione relativa alla sua origine e alle sue relazioni familiari. Alcuni storici sostengono che Feliciano abbia forse operato come vescovo di Transilvania (ad esempio János Viczián) o in qualità di Eger (ad esempio Gyula Pauler) prima della sua nomina ad arcivescovo di Strigonio. Egli aveva già abbracciato una carriera ecclesiastica durante il regno di Colomanno d'Ungheria. Il suo nome compare in due documenti relativi alla donazione dell'Abbazia di Zobor nel 1111 e nel 1113, dove viene indicato come prevosto della Basilica di Albareale. Feliciano fu menzionato per la prima volta in veste arcivescovo di Esztergom da un documento reale relativo alla concessione a un certo Füle (o Fila). La maggioranza degli storici, tra cui Attila Zsoldos e Margit Beke, sostiene che Stefano II abbia emesso tale carta intorno al 1125-1128, mentre Imre Szentpétery ha ritenuto che il documento risalga agli anni tra il 1127 e il 1131. Lo studioso magiaro László Fejérpataky ha indicato l'anno 1131 come quello in cui fu promulgato l'atto.
Feliciano presiedette l'incoronazione di Béla II, avvenuta ad Székesfehérvár il 28 aprile 1131. Dopo che le truppe ungheresi saccheggiarono e depredarono i possedimenti dell'arcivescovado di Salisburgo nell'estate del 1131, Feliciano fece da mediatore tra Béla II e l'arcivescovo Corrado per facilitare la conclusione della pace, che fu poi stipulata a Esztergom e fu seguita da un lungo periodo di stabilità nella regione di confine. Nel 1134, Feliciano fece da mediatore nell'ambito di un conflitto in una controversia che riguardò la foresta di Dubrava, nei dintorni di Zagabria. Il suo verdetto narra altresì in maniera concisa le vicende storiche riguardanti la diocesi di Zagabria, menzionata per la prima volta in assoluto quale sede vescovile, la quale era stata fondata da Ladislao I d'Ungheria poco dopo il 1090. Dopo che Spalato accettò la sovranità di Béla II, Feliciano consacrò il vescovo locale Gaudio nel 1136, azione che fu contestata da papa Innocenzo II, in quanto egli rivendicava la sovranità pontificia sul territorio della Dalmazia. Feliciano era presente a un'assemblea di prelati e baroni avvenuta nel 1137 a Esztergom, quando il principe infante Ladislao fu proclamato duca di Bosnia dal padre Béla. Nello stesso anno Feliciano dedicò il monastero ricostruito del Monte di San Martino a Pannonhalma (i primi edifici della comunità erano stati devastati da un incendio). Dopo la risepoltura del padre di Béla, il duca Álmos, Feliciano fornì l'intero elenco di possedimenti facenti capo alla collegiata di Dömös nel 1138. Béla e Feliciano accolsero i missionari di Ottone di Bamberga il 20 aprile 1139. Feliciano compare per l'ultima volta nelle fonti contemporanee il 27 luglio 1139.
Il suo nome è attestato nel XV secolo in un famoso manoscritto del XIII secolo, Psalterium Davidicum cum calendario, che fa parte della collezione della Biblioteca del Batthyaneum conservata ad Alba Iulia.